# Mörder
Mörder är en bergstopp i Schweiz.   Den ligger i kantonen Glarus, i den östra delen av landet, 130 km öster om huvudstaden Bern. Toppen på Mörder är 2 396 meter över havet, eller 54 meter över den omgivande terrängen. Bredden vid basen är 0,13 km.
Terrängen runt Mörder är bergig. Närmaste större samhälle är Glarus, 18,4 km nordväst om Mörder. 
Trakten runt Mörder består i huvudsak av gräsmarker. Runt Mörder är det ganska glesbefolkat, med 47 invånare per kvadratkilometer.